# ناتالیا دانچنکو
ناتالیا دانچنکو (روسی: Наталья Серге́евна Донченко؛ زادهٔ ۲۵ اوت ۱۹۳۲) اسکیت‌باز سرعت اهل اتحاد جماهیر شوروی سوسیالیستی است.